# Bracon turneri
Bracon turneri är en stekelart som beskrevs av Cameron 1906. Bracon turneri ingår i släktet Bracon och familjen bracksteklar. Inga underarter finns listade.